# Heloniopsis kawanoi
Heloniopsis kawanoi là một loài thực vật có hoa trong họ Melanthiaceae. Loài này được (Koidz.) Honda miêu tả khoa học đầu tiên năm 1938.